# 스케치북 (만화)
《스케치북》(일본어: スケッチブック)은 고바코 도탄(小箱とたん)의 4컷 만화로, 고등학교에 입학하고 가끔 견학하며 드나들던 미술부에 들어간 소심한 성격의 카지와라 소라와 미술부원들의 일상 이야기를 그리고 있다.
맥 가든의 코믹 블레이드에서는 창간호인 2002년 4월호부터, 같은 출판사의 코믹 블레이드 마사무네에서는 임시증간호인 2003년 1월호부터 연재가 시작되었다. 2007년 10월 1일 HAL 필름 메이커에 의해 애니메이션화되어 2007년 12월 24일까지 TV 도쿄, TV 아이치, TV 오사카에서 방영되었다.

## 등장인물

### 미술부원들
카지와라 소라(梶原 空)
1학년 2반 키 155cm 2월 4일생 A형
《스케치북》의 이야기 진행에서 중심이 되는 여자아이 미술부에는 고문인 카스가노 선생님에 의해 반강제로 입부하였다. 종류를 가리지 않고 맘에 든 것들을 그리려고 하는 버릇이 있다. 머리를 푼 나츠미를 보고 경계를 할 정도로 낯가림이 심하고 말대신 주로 고개를 끄덕이거나 젓는 등 간단한 몸동작으로 대답을 하는 등 소심하고 온화한 성격을 지녔다. 끝이 뾰족한 금속(압정, 컴퍼스, 셀로판 테이프의 금속구)와 순간접착제를 다루기 힘들어한다. 남동생이 있으며 이름은 아오로 중학생이다.
아소 나츠미(麻生 夏海)
1학년 1반 키 158cm 10월 3일생 O형
소라와 함께 미술부에 입부하였다. 어깨까지 내려오는 세미롱 머리카락을 양갈래로 나누어 묶어다닌다. 주어진 기회는 놓치지 않으려는 주의로, 활발한 성격에 말씨는 하카타 사투리를 쓴다. 공부나 만담을 할 때 머펫를 꺼내어 사용하는 특징이 있다. 쿠로란 이름을 가진 개를 기르고 있으며 쓰르라미가 울때 나는 소리와 식초에 약하다. 미술부 선배인 우에노 사이운과는 사촌사이이다.
토리카이 하즈키(鳥飼 葉月)
1학년 4반 키 154cm 5월 17일생 A형
소라와 나츠미가 견학하려 온 직후 입부하러 온 소녀로 이마가 넓은 것이 특징이다. 소라만큼은 아니지만 말수가 적은편. 집이 가난하진 않지만 집이 학교에서 멀어 혼자살기 때문인지 생활은 빠듯하다. 그래서인지 구두쇠인듯하나 1000엔짜리 음악CD에 좋아하는곡이 하나만있어도 사기도 한다. 시세에 민감하여, 100엔 가게를 자주 이용하고 있다. 계절 음식과 레어치즈케이크와 홍차와 머리띠나 베레모를 쓰는 것을 좋아하며 운동과 단일의 상대와의 회화 그리고 얼레짓가루가 닿는 것을 싫어한다. 미술부의 동료들에게는 토리짱(鳥ちゃん)이라는 애칭 혹은 하즈키로 자주 불리고 있다. 참고로 은근히 스교부장과 같이 작업(찷흑깨거나 유리창닦는등)을 할때가 많다
쿠가 코카게(空閑 木陰)
2학년 10반 키 140cm 12월 19일생 A형
말수가 적다. 암막안에 들어가있길 좋아한다. 좋아하는 음식으로는 성게, 이크라가 있으며 고소공포증이 있어 높은 곳과 초자연적 현상중 심령현상 때까치에 약하다. 기르고 있는 고양이의 이름은 유탄포(ユタンポ).
사사키 쥬쥬(佐々木 樹々)
2학년 6반, 키 176cm 6월 6일생 O형
여자부원 중 가장 키가 큰 부원으로, 눈을 감고 있는 듯 보이는 가느다란 눈매에 키가 훤칠하게 큰 탓에 종종 남자로 오해받곤 한다. 같은 반의 나기사와는 사이가 좋다. 자주 까먹기도 한다기타와 메실 장아찌 그리고 가쓰오부시, 멜론 우유를 좋아하며 애벌레, 식용 국화를 싫어한다.
쿠리하라 나기사(栗原 渚)
2학년 6반, 키 147cm 7월 7일생 B형
짧게 산발된 머리모양과 더듬이처럼 솟은 머리카락 두 가닥, 고양이를 닮은 눈매와 입모양새가 특징이다. 여러 동물을 기르고 있으며, 동물에 대한 지식이 풍부하여 생물 도감에 실린 대부분의 동물을 알고 있다. 즉 도감에 실리지않은건 잘모른다 그중에서 거머리와 말벌을 제외한 대부분의 동물을 좋아한다. 같은 반의 쥬쥬와는 사이가 좋다.
타나베 료(田辺 涼)
2학년 1반 키 158cm 12월 20일생
료후우 콤비 중 료는 짧은 갈색 머리가 양옆으로 퍼진 형태를 갖추고 있다. 개그, 곡예, 복화술을 좋아한다.
히무로 후우(氷室 風)
2학년 1반 키 158cm 12월 21일생
료후우 콤비중 후우는 검은색 긴 머리이다. 개그, 마술 (기술), 판토마임을 좋아한다.
카미야 아사카(神谷 朝霞)
2학년 2반 키 162cm 2월 19일생 O형
엷은 핑크색 머리를 뒤에서 한 갈래로 묶었고 앞에 2~3가닥의 머리털이 휘날린다. 취미는 공작으로 주위에 있는 것을 이용해 어처구니없는 것을 만들고는 한다. 밝은 성격이고 장난치기를 좋아하며, 그외에도 탁구를 좋아한다. 체형에 걸맞지 않게 힘이 세다(부장인 스교 우죠보다 더 셈). 쓴 약을 싫어한다. 고양이 쿠마를 키운다
케이트(ケイト)
1학년 10반 키 156cm 9월 1일생 O형
여름방학이 끝난후에 들어온 캐나다 출신의 신입부원. 일본어를 일본인보다 자세히 알고 있지만 다른 부원들에게 농담으로 받아들여지는 경우가 많다. 동물과 일본 과자를 좋아하고, 자극이 센 향신료인 고추냉이와 겨자를 싫어한다. 페르시안 고양이인 부치(한-얼룩이)를 기르고 있다.
오바 츠키요(大庭 月夜)
2학년 9반 키 162cm 11월 13일생 A형
부끄러움을 잘하고 조용한 성격의 미술부원 부실에 거의 나오지 않는 바람에 고문인 히요리 선생님까지 이름을 잊어버릴 정도이다. 앞머리가 많이 길어 눈이 가려져 있는 경우가 많으며, 죽방울이 특기이고 점성술과 신화에 많은 관심을 두고 있다.
네기시 다이치(根岸 大地)
2학년 10반 키 165cm 5월 14일생 AB형
끈기가 부족하여 자주 화내는 성격의 남학생으로 성격덕택에 자주 카미야의 장난에 휘둘린다. 2번째 사생 대회로 학교의 뒷산에서 만난 개를 이누오라고 이름을 붙이고 기르고 있다. 애니메이션에서의 독자적 설정으로 여동생(네기시 미나모)이 추가되었다.
스교 우죠(須尭 雨情)
3학년 7반 키 182cm 9월 9일생 O형
미술부 부장. 눈이 가늘고 입이 일자로 다물어진 무표정한 외모에 케이트와 무난하게 영어로 대화할 수 있는 회화실력을 가지고 있다.
미술부에서 가장평범하지만 기상관측시스템인 AMEDAS가 무엇의 약자인지 아는 것으로 보아 그리 평범하지는 않은듯

### 미술부교사들
카스가노 히요리(春日野 日和)
키 163cm 7월 13일생 B형
미술부 고문 선생님 변덕스러우나 밝은 성격의 소유자로 소라를 미술부로 반강제로 끌어들였다. 박살나기 쉬운 물건을 다루는 것을 꺼려한다. 피짱(ぴーちゃん)이란 이름의 닭을 기르고 있다.
아사쿠라 소요기(朝倉 そよぎ)
키 162cm 12월 10일생 A형
잠이 많아 어디서든 잘 자는 24세의 또다른 미술부 고문 마술 (기술)과 과일을 재료한 디저트를 좋아하고, 다른 사람과의 싸움과 상식에 서툴다. 쿠루루(クルル, 비둘기의 울음소리의 의성어)란 이름을 가진 주인을 닮아 잠을 잘자는 비둘기를 기르고 있다.

### 그 외
카지와라 아오(梶原 青)
키 152cm 3월 30일생 A형
소라의 남동생으로 언제나 누나를 걱정하고 있다. 양과자를 좋아하고 수영과 음악이 서툴다.
우에노 사이운(上野 彩雲)
키 174cm 6월 22일생 A형
나츠미의 사촌이자 미술부의 졸업생 물이 있는 곳과 낚시를 좋아하여 강가에서 가끔씩 민물낚시를 하기도 한다. 동기인 시바타와는 티격태격하는 사이이다. 뱀을 싫어한다.
시바타 마사고(柴田 真砂)
키 165cm 8월 8일생 A형
미술부의 졸업생으로 큰 안경을 쓰고 있으며 쿠가 코카게와 사이가 좋다. 우에노 사이운과는 동기
카미야 셋카(神谷 雪花)
키163cm 1월 9일생 A형
아사카의 친언니로 20세 어린이 방송 마쉬멜로를 좋아하고 응용 토마토 경쟁을 좋아하지 않는다. 냉정한 성격
카미야 라이카(神谷 雷火)
키 177cm, 4월 4일생 O형
아사카의 친오빠로 23세 여동생인 셋카와는 반대로 온화하고 느긋한 성격을 가졌다.
네기시 미나모(根岸 みなも)
애니메이션판의 신 캐릭터로 등장했으나 7권에서부터 만화판에서도 등장. 네기시 다이치의 여동생 중학교 1학년 재학 중 항상 디지털 카메라를 목에 걸고 다니면서 풍경을 찍고 있으며 그림은 잘 그리지 못하지만 독특한 감각을 갖고 있다. 소라가 평하길 “차이를 아는 중학생(違いの分かる中学生)”

## 출판 정보
- 지음/그림: 고바코 도탄
- 퍼냄: 맥 가든
- 한국어판
  1. 2003년 5월 10일, ISBN 978-4-901926-50-0 {{isbn}}의 변수 오류: 유효하지 않은 ISBN.
  2. 2005년 1월 11일, ISBN 978-4-86127-109-6 {{isbn}}의 변수 오류: 유효하지 않은 ISBN.
  3. 2006년 1월 10일, ISBN 978-4-86127-229-7 {{isbn}}의 변수 오류: 유효하지 않은 ISBN.
  4. 2007년 9월 10일, ISBN 978-4-86127-426-8
  5. 2008년 3월 28일, ISBN 978-4-86127-491-6
  6. 2009년 12월 25일, ISBN 978-8-92525-322-0
- 외전
  - 특별편 - 2009년 5월 15일, ISBN 978-8-92524-350-4
- 한국어 미번역 출판본\
  - 퍼펙트 북 - 2007년 12월 21일, ISBN 978-4-86127-462-6
  - 출장편 - 2006년 1월 10일, ISBN 978-4-86127-230-0 {{isbn}}의 변수 오류: 유효하지 않은 ISBN.

## 애니메이션
~ full color'S ~란 부제목을 달고 히라이케 요시마사가 감독을 맡고 HAL 필름 메이커에 의해 애니메이션으로 제작되었으며, 2007년 10월 1일 테레비도쿄에서 방영을 시작하여 같은해 12월 24일에 막을 내렸다. 애니메이션에서 각 화 부제목의 숫자는 page.xx(숫자)로 표기된다.
주역 3인방(카지와라 소라, 아소 나츠미, 토리카이 하즈키)을 맡은 세 명의 성우(하나자와 카나, 나카세 아스카, 마키노 유이)와 애니메이션판 오리지널 캐릭터인 네기시 미나모 역의 히사카 요코를 제외한 나머지 성우들은 감독을 맡은 히라이케 요시마사와 음향담당에 의해 결정되었고, 이들 중 대부분은 히라이케 요시마사가 감독을 맡았던 솔티레이에 출연했었다(스케치북 출연진 중 솔티레이 출연진-사이토 모모코, 오미 토모에, 타무라 유카리, 아사노 마스미, 쿠와타니 나츠코, 노토 마미코, 시모노 히로, 타사카 히데키, 히로하시 료, 이토 시즈카, 오하라 사야카, 나카타 죠지).

### 방영 목록
1. 2007년 10월 1일, スケッチブックの少女 - 스케치북 소녀
2. 2007년 10월 8일, いつもの風景 - 변함없는 풍경
3. 2007년 10월 15일, 青の心配 - 아오의 근심
4. 2007년 10월 22일, 三人だけのスケッチ大会 - 세 사람만의 스케치 대회
5. 2007년 10월 29일, ねこねこの日 - 고양이들의 날
6. 2007년 11월 5일, 夏の想ひ出 - 여름의 추억
7. 2007년 11월 12일, 9月の日に･･･ - 9월의 어느 날에…
8. 2007년 11월 19일, ラジカセと少女の二本立て - 라디오 카세트와 소녀의 두가지 이야기
9. 2007년 11월 26일, ナニかの為に - 무언가를 위해
10. 2007년 12월 3일, 出会いの先 - 만남의 저편
11. 2007년 12월 10일, 風邪の日、ねこねこpart3 - 감기 걸린 날, 고양이들의 날 part3
12. 2007년 12월 17일, スケッチブックの日 - 스케치북의 날
13. 2007년 12월 24일, ひとりぼっちの美術部 - 혼자만의 미술부

### 성우 배정
- 카지와라 소라 - 하나자와 카나
- 아소 나츠미 - 나카세 아스카
- 토리카이 하즈키 - 마키노 유이
- 카스가노 히요리 - 히로하시 료
- 오바 츠키요 - 노토 마미코
- 쿠가 코카게 - 사이토 모모코
- 쿠리하라 나기사 - 타무라 유카리
- 사사키 쥬쥬 - 오미 토모에
- 카미야 아사카 - 코시미즈 아미
- 타나베 료 - 아사노 마스미
- 히무로 후우 - 쿠와타니 나츠코
- 케이트 - 고토 유코
- 네기시 다이치 - 시모노 히로
- 스교 우죠 - 타사카 히데키
- 카지와라 아오 - 오하라 사야카
- 카미야 셋카 - 시미즈 카오리
- 네기시 미나모 - 히카사 요코
- 미케(고양이) - 카네다 토모코
- 하(고양이) - 이토 시즈카
- 쿠마(고양이) - 나카타 죠지
- 부치(고양이) - 사이키 미호
- 구레(고양이) - 오하라 사야카

### 주제가

#### 여는 곡
〈바람 찾기(風さがし 가제사가시[*])〉 (1~11, 13화)
노래: 키요우라 나츠미, 작사: 타카츠키 미타카, 작곡/편곡: 스즈키 치후미
〈여름의 기억(夏の記憶 나쓰노 기오쿠[*])〉 (12화)
노래/작곡：키요우치 나츠미, 작곡: 마에구치 아유무, 편곡: 스즈키 Daichi 히데키

#### 닫는 곡
〈스케치북을 든 채로(スケッチブックを持ったまま 스켓치부쿠오 못따마마[*])〉 (1~12화)
노래: 마키노 유이, 작사/작곡: 오에 센리, 편곡: 시미즈 노부유키
〈민들레 물방아(たんぽぽ水車 단포포스이챠[*]〉》 (13화)
노래: 하나자와 카나, 나카세 아스카, 마키노 유이, 작곡: 무라마츠 켄, 작사: 카아이 에리

### 삽입곡
〈먼곳까지 가자(遠くまで行こう 도오쿠마데 이코[*])〉 (4, 9화)
노래: 마키노 유이, 작사: 오카자키 요우, 작곡/편곡: 스즈키 치후미

## 관련 상품

### CD
- 드라마CD 《Sketch Book Stories》 - 2007년 12월 27일, VTCL-60016
- OST 《사운드 스케치북》 - 2007.11.21, VTCL-60005
- 여는 곡 〈바람 찾기〉 - 2007년 10월 24일, VTCL-35002
- 닫는 곡 〈스케치북을 든 채로〉 - 2007년 10월 24일, VTCL-35003

### DVD
1. 2008년 1월 25일, ZMBZ-3811
2. 2008년 2월 22일, ZMBZ-3812
3. 2008년 3월 25일
4. 2008년 4월 25일
5. 2008년 5월 23일
6. 2008년 6월 25일

## 같이 보기
- 히다마리 스케치 (TBS·JNN 계열)
- GA 예술과 아트디자인 클래스 (닛폰 TV·NNN 계열)